# Élection présidentielle ghanéenne de 2004
L'élection présidentielle ghanéenne de 2004 s'est tenue le 7 décembre 2004, en même temps que les élections législatives.